# Axinopalpis gracilis
Axinopalpis gracilis là một loài bọ cánh cứng trong họ Cerambycidae.